# 成都文理学院
成都文理学院是一所位于中国四川省的民办普通高等本科院校，始创于1999年，由四川师范大学文化传播学院和四川师范大学国际商学院合并而成，曾称为：四川师范大学文理学院。学校分为金堂和洪河两个校区。金堂校区位于四川省成都市金堂县学府大道。洪河校区位于成都市龙泉驿区洪河大道中路。

## 院系
学院在校生人数16000人，共有17个院系，6个科研机构。

## 学校象征
- 校训：博文、明理、弘毅、笃行[1]
- 办学理念：文以养德、理以求真、兼容并包、与时俱进[1]

## 历史
- 1999年，四川师范大学文化传播学院成立。[1]
- 2004年，中国教育部批准四川师范大学文化传播学院和四川师范大学国际商学院合并，成立四川师范大学文理学院。[1]
- 2015年，中国教育部批准四川师范大学文理学院更名为成都文理学院。[4]